# Albert Willebrand (der Ältere)
Albert Willebrand, genannt der Ältere, auch Willebrandt (* 22. Oktober 1608 in Rostock; † 27. August 1681 ebenda) war ein deutscher Rechtswissenschaftler und Hochschullehrer, Rektor der Universität Rostock.

## Leben
Albert Willebrand war Sohn des Rechtswissenschaftlers Nikolaus Willebrand und dessen Frau Catharina, geb. Hein (1576–1662). Er absolvierte ein Studium der Rechtswissenschaften in Rostock, Wittenberg, Leipzig und Jena. Von 1637 bis 1641 begab er sich auf eine „peregrinatio academica“; diese Bildungsreise von Universität zu Universität führte ihn u. a. nach Holland, England, Frankreich und Italien.
Am 21. Juni 1642 wurde Willebrand in Rostock an der Juristischen Fakultät zum Dr. iur. utr. promoviert. Es folgte die Tätigkeit als Anwalt. 1657 wurde er vom Herzog Gustav Adolph zum herzoglichen ordentlichen Professor der Kodizes an der Universität Rostock ernannt. Ab 1685 war er herzoglicher ordentlicher Professor der Institutionen. In den Jahren 1660, 1663 und 1670 war er Rektor der Universität. Zudem war er für kurze Zeit Assessor des fürstl. Konsistoriums und Inspektor des Klosters zum Heiligen Kreuz. Ein Epitaph mit seinem Porträt befand sich bis 1942 in der Jakobikirche Rostock.
Familie

Albert Willebrand heiratete am 21. Juni 1642 – dem Tag seiner Promotion – Elisabeth Cothmann (1622–1662), die Tochter des Mecklenburg-Güstrowschen Kanzlers Johann Cothmann. Der Ehe entstammten die Kinder:
- Katharina Magdalena (1643–1656)
- Elisabeth (1646–1670) ⚭ 1669 Gottfried Martini, Jurist in Rostock
- Anna Margarethe (1649–1724) ⚭ 1674 Johann Barnstorff (1648–1705)
- Albert d. J. (1652–1700) – Dr. iur utr., Prof. und Assessor des fürstlichen Consistoriums
- Agneta Sophie ⚭ 1673 Johann Georg Gutzmer
- Ernst Theodor (*† 1655)